# Dendrobium pergracile
Dendrobium pergracile är en orkidéart som beskrevs av Oakes Ames. Dendrobium pergracile ingår i släktet Dendrobium, och familjen orkidéer. Inga underarter finns listade i Catalogue of Life.